# Eduard Wroblewski

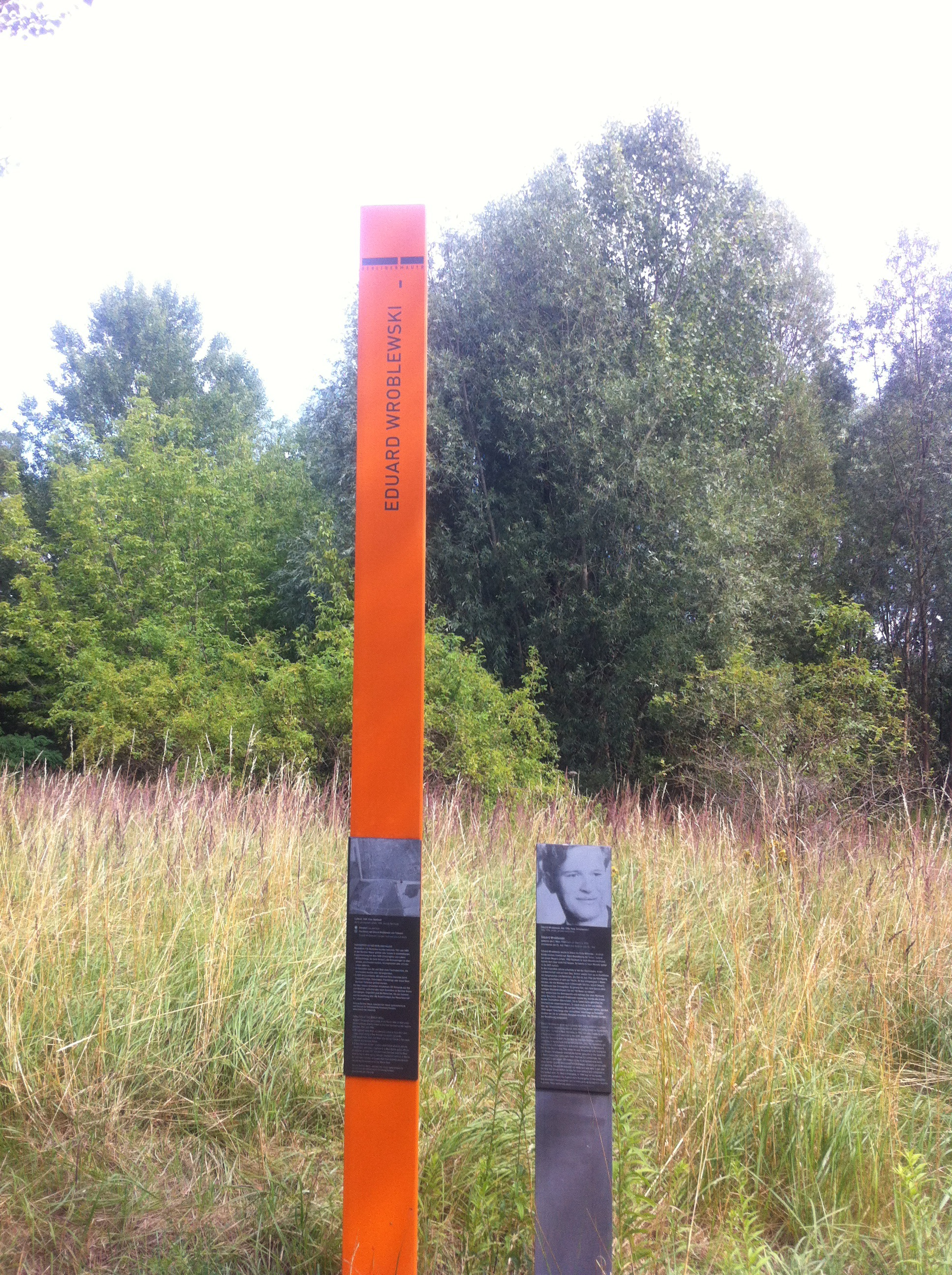
Eduard Wroblewski, Stele am Berliner Mauerweg in Mahlow

Eduard Wroblewski (* 3. März 1933 in Wutschdorf, Kreis Züllichau-Schwiebus; † 26. Juli 1966 in Mahlow) war ein deutsches Todesopfer an der Berliner Mauer. Beim Versuch aus der DDR zu fliehen, wurde er von Angehörigen der Grenztruppen der DDR erschossen.

## Leben
Eduard Wroblewski wurde im preußischen Wutschdorf geboren und wuchs mit seinen Geschwistern im Fläming auf. Nach der Schule, die er im Alter von 14 Jahren verließ, arbeitete er bei einem Bauern. Mit 19 floh er 1952 erstmals aus der DDR, konnte sich als ungelernter Jugendlicher ohne familiäre Bindungen in der Bundesrepublik Deutschland jedoch nicht etablieren, so dass er neun Monate später in die DDR zurückkehrte. Wieder in der DDR, arbeitete er bei der Reichsbahn, auf dem Bau und in der Landwirtschaft. Seine 1956 geschlossene Ehe scheiterte, so dass er 1962 erneut heiratete. Mit seiner zweiten Frau lebte er in Zahna und bekam er zwei Kinder. Probleme bei seinen Anstellungen belasteten die Ehe. Eduard Wroblewski erzählte seiner Frau nicht von der Kündigung, als er sich am Morgen des 26. Juli 1966 angeblich auf den Weg zu seiner Arbeitsstelle machte. Anstatt zur Arbeit, begab er sich nach Mahlow im Süden Berlins. Dort ging er gegen Abend in den Grenzbereich.
Als er etwa 100 Meter vom abschließenden Stacheldrahtzaun entfernt war, wurde er von Grenzsoldaten unmittelbar unter Beschuss genommen. Eduard Wroblewski rannte in Richtung Grenze, bis er, zwölffach von hinten getroffen, zusammenbrach. Die fünf Grenzsoldaten im Alter zwischen 18 und 22 Jahren gaben über 270 Schuss aus ihren Maschinenpistolen auf Eduard Wroblewski ab, der vor Ort verstarb.
Das Geschehen wurde von West-Berliner Anwohnern beobachtet und fand in der westlichen Presse und Öffentlichkeit Beachtung. Geschosse der Grenzer trafen auch westliche Gebäude. In der Presse der DDR wurde Eduard Wroblewski als „Asozialer“ und Verbrecher dargestellt. Die beteiligten Grenzsoldaten wurden für ihre Leistungen ausgezeichnet, einzig der überhöhte Munitionsverbrauch wurde moniert. Nach der deutschen Wiedervereinigung nahm die Staatsanwaltschaft Potsdam Ermittlungen zum Tod Eduard Wroblewskis auf. Sie kam zu dem Schluss, dass einer der sechs Grenzsoldaten nicht schoss, ein weiterer absichtlich daneben schoss, und zwei andere schossen, ohne zu treffen. Die zwei Todesschützen wurden am 21. August 1996 vom Landgericht Potsdam wegen Totschlags jeweils 18 Monaten Haft auf Bewährung verurteilt.